# Catherine Binet
Catherine Binet (* 12. März 1944 in Tours, Indre-et-Loire; † 20. Februar 2006 in Paris) war eine französische Filmemacherin und Redakteurin.

## Leben und Werk
Catherine Binet realisierte im Laufe ihrer Karriere nur eine Handvoll Filme und war nahezu vergessen, bis die Schauspielerin und Autorin Marina Vlady sie mit ihrem 2013 erschienenen Buch C’était Catherine B. wieder in Erinnerung brachte.
Gemeinsam mit Marcel Hanoun war Binet für Regie, Drehbuch und Schnitt des Films Le Printemps (1971) verantwortlich. Sie verantworte den Schnitt der 1978 veröffentlichten Dokumentation Mai ’68 im Quartier Latin, die von William Klein inszeniert wurde.
Catherine Binet starb am 20. Februar 2006 im Cochin-Krankenhaus in Paris. Sie wurde 61 Jahre alt.

## Filmografie

### Spielfilme
- 1971: Le Printemps
- 1980: Die verbotenen Spiele der Gräfin Dolingen von Gratz (Les Jeux de la comtesse Dolingen de Gratz)

### Kurzfilme
- Hans Bellmer, 1972
- Trompe-l’oeil, 1982
- Les Passages parisiens, 1982
- Jacques Carelman, 1983
- Hanae Mori, haute couture, 1986

### Dokumentarfilme
- Te souviens-tu de Gaspard Winckler? Über Georges Perec

## Veröffentlichungen
- Les fleurs de la Toussaint. Champtin, Paris 2004, ISBN 978-2-9519-6682-6.